# أليكس ميتشيل (صحفية)
أليكس ميتشيل (بالإنجليزية: Alex Mitchell)‏ هي صحفية بريطانية، ولدت في 23 فبراير 1947 في ونشستر في المملكة المتحدة، وتوفيت في 26 نوفمبر 2010.